# Khieu Samphan
Khieu Samphan (nascido em 27 de julho de 1931) é um chefe de Estado cambojano, presidente do Conselho de Estado do Kampuchea Democrático de 1976 até 1979. Nessa função, ele trabalhou como o chefe de estado do regime e foi um dos oficiais mais poderosos do regime do Quemer Vermelho, apesar de ser Pol Pot quem detinha a liderança do grupo. Khieu Samphan é de descendência sino-quemer.

## Biografia
Samphan nasceu na província de Svay Rieng e recebeu sua educação no Liceu Sisowath. Ele vem de uma origem social relativamente privilegiada, sendo filho de um juiz.
Um importante membro da classe intelectual cambojana, Khieu Samphan estudou economia e ciências políticas em Paris, nos anos de 1950. Em sua aclamada tese acadêmica “O Desenvolvimento Econômico e Industrial do Camboja”, ele defendia a auto-confiança nacional e culpava os países ricos e o colonialismo pela miséria do Terceiro Mundo. Foi um dos fundadores da Associação de Estudantes Quemeres (AEK). Uma vez que a AEK tivesse sido calada pelas autoridades francesas, ele fundaria outra organização estudantil, a União de Estudantes Quemeres.
De volta a Phnom Penh, agora com seu doutorado, Khieu ocupou um lugar de destaque na Universidade de Phnom Penh e fundou “L’Observateur”, um jornal de orientação marxista que era visto com hostilidade pelo governo. Seus primeiros problemas com as autoridades anticomunistas vieram no ano seguinte, quando “L’Observateur” foi banido e Khieu foi detido e forçado a se despir e ser fotografado em público.
Após o golpe de 1970, os comunistas cambojanos juntaram forças com o recém-deposto monarca – então exilado em Beijing – para formar a coalizão de oposição “Gouvernement Royal d’Unión Nationale du Cambodge” (GRUNK). Nessa nova aliança com seus antigos inimigos, Khieu exerceu a função de primeiro ministro, ministro da defesa, e Comandante-em-chefe das unidades militares do GRUNK (entretanto era Pol Pot quem exercia o poder real sobre o grupo). De fato, a indicação de Khieu a esses postos era uma manobra perspicaz, que permitia que o GRUNK não fosse visto apenas como “governo em exílio”.
Durante o período da Kampuchea Democrática (1975-1979), Khieu permaneceu próximo ao topo da hierarquia do grupo, assumindo o posto do comitê central em 1976. Sua lealdade e amizade com Pol Pot e sua aparente dedicação à rigidez da doutrina da revolução fizeram com que Khieu sobrevivesse aos sangrentos expurgos dos últimos anos de existência da Kampuchea Democrática.
Após a invasão vietnamita do Camboja e a subsequente queda do regime de Pol Pot em 1979, Khieu liderou um governo rebelde, que obteve reconhecimento internacional até 1982. Em 1985 ele sucedeu Pol Pot oficialmente como líder do Quemer Vermelho, e atuou nessa posição até a data da rendição da guerrilha, em 1998.

## Prisão
Em 13 de novembro de 2007, Khieu sofreu um derrame, um dia após a prisão Primeiro Ministro e Ministro das relações exteriores do Quemer Vermelho Ieng Sary e sua esposa Ieng Thirith serem presos por crimes contra a humanidade cometidos durante o período da Kampuchea Democrática.  Quase ao mesmo tempo, um livro escrito por Khieu Samphan foi publicado. O livro intitulava-se “Reflexões Sobre a História Cambojana A Partir da era da Kampuchea Democrática”. No livro, ele diz que Pol Pot trabalhou em prol da justiça social e da soberania nacional enquanto a responsabilidade por todas as políticas do grupo eram atribuídas a Pol Pot. De acordo com Khieu, “nunca houve uma política de fome, tampouco havia ordens para que se realizassem assassinatos em massa” e “sempre houve uma forte preocupação pelo bem-estar do povo”. Ele admitiu o uso de coação e trabalho escravo para produção de comida devido à escassez de alimentos. Khieu, também criticava o atual governo em seu livro, culpando a Dinastia Norodom pela corrupção e pelo descaso social.
Após ter recebido alta do Hospital Phnom Penh, Khieu foi preso e acusado de crimes contra a humanidade e crimes de guerra.
Em abril de 2008, o antigo chefe de estado Khieu Samphan fez sua primeira aparição no Tribunal do Genocídio Cambojano. Seu advogado, Jacques Vergès, usa em sua defesa que ele nunca negou a matança em massa, mas que como chefe de estado ele nunca foi diretamente responsável pelo genocídio.
No dia 7 de agosto de 2014, foi condenado a prisão perpétua por crimes contra a humanidade. Em 1.º de fevereiro de 2022, Samphan foi transferido para uma prisão estatal no Camboja depois que teve seu recurso rejeitado.